# Super Bowl LIV
Match précédent Match suivant
Le Super Bowl LIV est un match de football américain qui constitue la finale de la saison 2019 de la National Football League (NFL) et qui oppose les Chiefs de Kansas City, champions de l'American Football Conference (AFC) et les 49ers de San Francisco, champions de la National Football Conference (NFC).
Il a lieu le 2 février 2020 à Miami dans l'État de Floride au Hard Rock Stadium, stade des Dolphins de Miami.
Il s'agit du 54e Super Bowl, le 14e disputé dans la région de la Floride du Sud, le 6e à Miami Gardens, le dernier étant le Super Bowl XLIV en 2010.
Le match est télévisé au niveau national par le réseau de télévision américain FOX.
Le prix pour la diffusion d'une publicité de 30 secondes est fixé à 5,6 millions de $ (5 030 500 €).
Pour la première fois dans l'histoire du Super Bowl, une des deux équipes compte une femme parmi ses entraineurs, Katie Sowers étant entraineuse adjointe de l'attaque des 49ers de San Francisco. Elle devient également le premier entraîneur ouvertement gay à y participer.
Les Chiefs remportent le match 31 à 20.

## Désignation de la ville hôte
Le 19 mai 2015, la ligue avait annoncé les quatre sites finalistes qui entraient en compétition pour accueillir le Super Bowl LIII et le Super Bowl LIV. Il s'agissait des stades suivants tous situés dans le sud-est des États-Unis, :
- le Mercedes-Benz Stadium d'Atlanta en Géorgie, inauguré en 2017. La ville avait déjà accueilli deux Super Bowl au Georgia Dome, le dernier en 2000 (Super Bowl XXXIV) ;
- le Hard Rock Stadium à Miami Gardens en Floride, dix Super Bowls ayant été organisés dans le sud de la Floride, le dernier ayant eu lieu en 2010 (Super Bowl XLIV) ;
- le Mercedes-Benz Superdome à La Nouvelle-Orléans en Louisiane, la ville ayant déjà accueilli dix Super Bowls, le dernier en 2013 (Super Bowl XLVII) ;
- le Raymond James Stadium de Tampa en Floride, la ville ayant déjà accueilli quatre Super Bowl, le dernier en 2009 (Super Bowl XLIII).

Le SoFi Stadium de Los Angeles en Californie est officiellement ajouté à la liste pour le Super Bowl LIV à condition que le stade soit opérationnel pour le début de la saison 2018.
Les votes ont lieu le 24 mai 2016 à l'occasion de la réunion des propriétaires de la NFL :
- C'est Atlanta qui est désignée pour accueillir le Super Bowl LIII[8].
- Pendant ce temps, Los Angeles retire sa candidature pour le Super Bowl LIV en raison de retards de construction du stade ;
- Le Super Bowl LV est confié à Tampa ;
- Le Super Bowl LVI à Los Angeles.

Il ne reste donc plus que deux stades en course pour le Super Bowl LIV,:
- le Hard Rock Stadium à Miami Gardens en Floride ;
- Mercedes-Benz Superdome à La Nouvelle-Orléans en Louisiane.

C'est le stade de Miami qui est choisi,.
Par la suite, le stade de La Nouvelle-Orléans sera désigné pour accueillir le College Football Championship Game 2020 qui s'est joué le 13 janvier 2020.

## Le stade

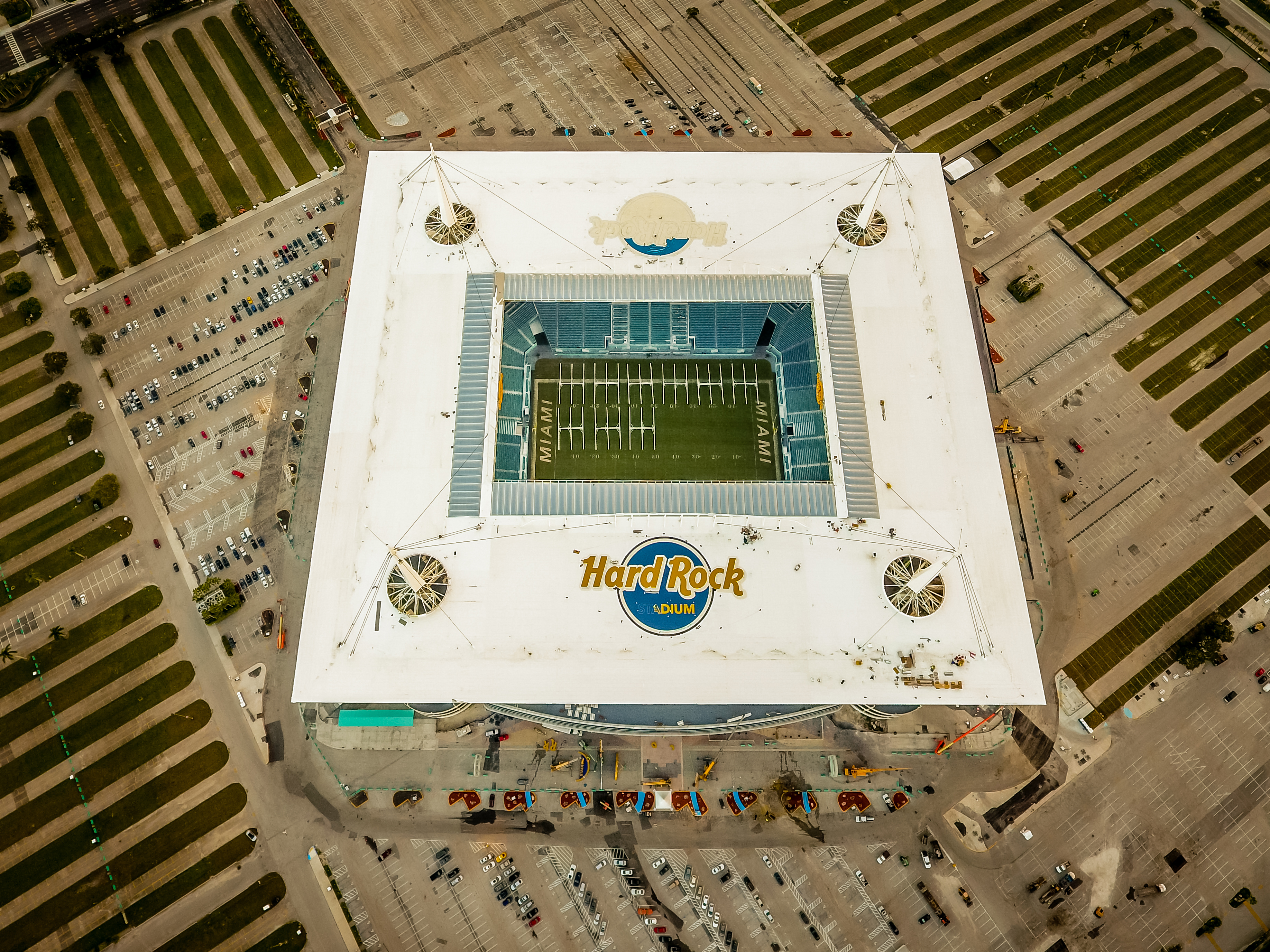
Vue aérienne du stade.

Le Hard Rock Stadium (auparavant Joe Robbie Stadium, Pro Player Stadium, Dolphins Stadium, Dolphin Stadium, Land Shark Stadium, Sun Life Stadium et New Miami Stadium) est un stade de football américain et de baseball situé à Miami Gardens dans la banlieue nord de Miami en Floride.
Il est, depuis 1987, le domicile de la franchise de football américain des Dolphins de Miami et depuis 1993 celui des Marlins de la Floride, une franchise de la Ligue majeure de baseball. Les Hurricanes de Miami, équipe de football américain représentants l'Université de Miami y joue également ses matchs depuis 2008 à la suite de la démolition du Miami Orange Bowl. Depuis 1996, le stade est le théâtre du match de football américain universitaire d'après saison régulière dénommé l'Orange Bowl.
Depuis les dernières rénovations de 2015, le stade a une capacité de 65 326 places en configuration football américain et 38 560 en configuration baseball avec 240 suites de luxe et 10 175 sièges de club. Les tribunes sont couvertes depuis 2016 et le stade est équipé de 4 écrans géants. Le stade est entouré d'un parking d'environ 25 000 places. Le terrain est équipé d'une pelouse naturelle de type Chiendent pied-de-poule (en anglais, Tifway 419 Bermuda Grass).

## Présentation du match
Demi Lovato a chanté l'hymne national The Star-Spangled Banner et Yolanda Adams, America The Beautiful
Le 26 septembre 2019, la NFL annonce officiellement que le show de la mi-temps sera assuré par Jennifer Lopez et Shakira,,,.
| Équipes                                                                                            | Conférences | Divisions | Entraîneurs   | Bilan de saison |
| -------------------------------------------------------------------------------------------------- | ----------- | --------- | ------------- | --------------- |
| Chiefs                                                                                             | AFC         | AFC Ouest | Andy Reid     | 12-4            |
| 49ers                                                                                              | NFC         | NFC Ouest | Kyle Shanahan | 13-3            |
| - Arbitre : Bill Vinovich (en), - Équipe donnée favorite par les bookmakers : Chiefs par 1 point,. |             |           |               |                 |

|  | Finales de conférence                                     | Finales de conférence                                     |                              |    | Super Bowl LIV                                            | Super Bowl LIV                                            |
|  | Finales de conférence                                     | Finales de conférence                                     |                              |    | Super Bowl LIV                                            | Super Bowl LIV                                            |
|  |                                                           |                                                           |                              |    |                                                           |                                                           |
|  | 19 janvier 2020, Arrowhead Stadium, Kansas City, Missouri | 19 janvier 2020, Arrowhead Stadium, Kansas City, Missouri |                              |    | 2 février 2020, Hard Rock Stadium, Miami Gardens, Floride | 2 février 2020, Hard Rock Stadium, Miami Gardens, Floride |
|  | 19 janvier 2020, Arrowhead Stadium, Kansas City, Missouri | 19 janvier 2020, Arrowhead Stadium, Kansas City, Missouri |                              |    | 2 février 2020, Hard Rock Stadium, Miami Gardens, Floride | 2 février 2020, Hard Rock Stadium, Miami Gardens, Floride |
|  | #2 AFC Chiefs de Kansas City                              | 35                                                        |                              |    | 2 février 2020, Hard Rock Stadium, Miami Gardens, Floride | 2 février 2020, Hard Rock Stadium, Miami Gardens, Floride |
|  | #2 AFC Chiefs de Kansas City                              | 35                                                        |                              |    | 2 février 2020, Hard Rock Stadium, Miami Gardens, Floride | 2 février 2020, Hard Rock Stadium, Miami Gardens, Floride |
|  | #6 AFC Titans du Tennessee                                | 24                                                        |                              |    | 2 février 2020, Hard Rock Stadium, Miami Gardens, Floride | 2 février 2020, Hard Rock Stadium, Miami Gardens, Floride |
|  | #6 AFC Titans du Tennessee                                | 24                                                        | #2 AFC Chiefs de Kansas City | 31 |                                                           |                                                           |
|  | 19 janvier 2020, Levi's Stadium, Santa Clara, Californie  |                                                           | #2 AFC Chiefs de Kansas City | 31 |                                                           |                                                           |
|  |                                                           | #1 NFC 49ers de San Francisco                             | 20                           |    |                                                           |                                                           |
|  | #1 NFC 49ers de San Francisco                             | #1 NFC 49ers de San Francisco                             | 20                           | 37 |                                                           |                                                           |
|  | #1 NFC 49ers de San Francisco                             |                                                           |                              | 37 |                                                           |                                                           |
|  | #2 NFC Packers de Green Bay                               | 20                                                        |                              |    |                                                           |                                                           |
|  | #2 NFC Packers de Green Bay                               | 20                                                        |                              |    |                                                           |                                                           |

## Les équipes
C'est la première fois que les Chiefs et les 49ers se rencontrent à l'occasion du Super Bowl. En saison régulière, les 49ers ont remporté sept matchs pour 6 aux Chiefs. Ces équipes ne se sont pas rencontrées lors de la saison 2019.
L'équipe de Kansas City a été désignée comme jouant à domicile, les conférences étant désignées alternativement d'année en année. Les Chiefs peuvent dès lors revêtir leurs équipements standard (maillots rouges et pantalons blancs). Les 49ers portent leurs équipements utilisés lors de leurs déplacements (maillots blancs et pantalons or).
Kyle Shanahan, entraîneur principal des 49ers, devient le premier entraîneur d'un Super Bowl dont le père, Mike Shanahan, fut également entraîneur lors de précédents Super Bowls, ce dernier ayant remporté avec les Broncos de Denver les Super Bowls XXXII et XXXIII.

### Chiefs de Kansas City
Les Chiefs commencent leur saison 2019 affichant un bilan mitigé de 1 victoire pour 3 défaites à domicile mais plus rassurant en déplacement (4 victoires). Ils remportent le quatrième titre consécutif de la division AFC Ouest à l'issue de la 14e semaine grâce à leur victoire sur les Patriots de la Nouvelle-Angleterre combinée avec la défaite des Raiders d'Oakland. Ils sont également de ce fait qualifiés pour les playoffs (5e qualification consécutive, le record de la franchise étant de 6 qualifications consécutives de 1990 à 1995). Ils sont dispensés du tour de wild card pour la seconde fois d'affilée. Les Chiefs terminent invaincus lors des matchs de division AFC Ouest pour la seconde fois sous la direction de leur entraîneur principal Andy Reid, ce dernier affichant depuis 2015 un bilan de 27 victoires pour seulement 3 défaites dans ces matchs de division.
Ils battent lors des séries éliminatoires (finale de division) les Texans de Houston sur le score de 51 à 31 après un départ catastrophique puisqu'ils étaient menés 24 à 0 dans le second quart-temps. C'est la première fois de leur histoire que la franchise remporte la finale de division lors de deux saisons consécutives. Ils établissent également à l'issue de ce match le record de la franchise en nombre de points inscrits (51) à l'occasion d'un match d'après saison régulière. Cette victoire combinée avec la défaite des Ravens de Baltimore leur permet de jouer à domicile la finale de la conférence AFC pour la seconde fois de leur histoire.
Grâce à leur victoire 35 à 24 sur les Titans du Tennessee lors de cette finale de conférence AFC, ils se qualifient pour leur 3e Super Bowl, le premier depuis la fusion entre la NFL et l'AFL en 1970. Ils avaient perdu, 10 à 35, le Super Bowl I joué contre les Packers de Green Bay à l'issue de la saison 1966 et gagné, 23 à 7, le Super Bowl IV joué à l'issue de la saison 1969 contre les Vikings du Minnesota.
C'est le quarterback Patrick Mahomes (choix de 1er tour de draft 2017) qui mène l'attaque de Kansas City pour la seconde année consécutive. Il avait été désigné MVP de la NFL au terme de la saison 2018 (12 victoires pour 4 défaites, 5 097 yards, 50 touchdowns, défaite en finale de conférence AFC contre les Patriots de la Nouvelle-Angleterre). En 2019, Mahomes totalise 4 031 yards, 26 touchdowns pour seulement 5 interceptions avec en plus, 218 yards et 2 touchdowns gagnés à la course. Il manque deux matchs à la suite d'une blessure (dislocation de la rotule) et est remplacé par Matt Moore (659 yards et 4 touchdowns). Le jeu de passe des Chiefs est classé 2e de la NFL. La cible favorite de Patrick Mahomes est le tight end Travis Kelce (97 réceptions, 1 229 yards et 5 touchdowns). Ses autres cibles principales ont été Tyreek Hill (58 réceptions, 860 yards, 7 touchdowns, blessé à l'occasion d'un match), Sammy Watkins (52 réceptions, 673 yards, 3 touchdowns), Demarcus Robinson (en) (32 réceptions, 449 yards, 3 touchdowns) et Mecole Hardman (26 réceptions, 538 yards, 6 touchdowns). Leu jeu de course se classe 23e de la ligue et leurs meilleurs coureurs sont Damien Williams (498 yards, 5 touchdowns) et LeSean McCoy (465 yards, 4 touchdowns). L'attaque des Chiefs est ainsi classée 3e de la NFL.
| Édition                    | Date             | Lieu                             | Adversaire        | G/P    | Score     | Quarterback       | Entraîneur      |
| -------------------------- | ---------------- | -------------------------------- | ----------------- | ------ | --------- | ----------------- | --------------- |
| AFL Championship 1962 (en) | 23 décembre 1962 | Jeppesen Stadium, Houston, Texas | Oilers de Houston | G, 1-0 | 20 2ET 17 | Abner Haynes (en) | Hank Stram (en) |

| Édition       | Date            | Lieu                                                   | Adversaire           | G/P    | Score | Quarterback(s) | Entraîneur      |
| ------------- | --------------- | ------------------------------------------------------ | -------------------- | ------ | ----- | -------------- | --------------- |
| Super Bowl IV | 11 janvier 1970 | Tulane Stadium, La Nouvelle-Orléans, Louisiane         | Vikings du Minnesota | G, 1-1 | 23-07 | Len Dawson     | Hank Stram (en) |
| Super Bowl I  | 15 janvier 1967 | Los Angeles Memorial Coliseum, Los Angeles, Californie | Packers de Green Bay | P, 0-1 | 10-35 | Len Dawson     | Hank Stram      |

### 49ers de San Francisco
Les 49ers de San Francisco, entraînés pour la troisième saison consécutive par Kyle Shanahan, terminent la saison régulière avec un bilan de 13 victoires pour 3 défaites. Grâce à ce bilan, ils sont classés no 1 de la National Football Conference (NFC). Cette performance est considérée comme une surprise. En effet, la saison précédente s'était terminée sur un bilan de 4 victoires et 12 défaites et la dernière saison avec un bilan positif remontait à 2013.
Ils remportent ensuite le match des séries éliminatoires (finale de division) en battant les Vikings du Minnesota, 27 à 10. Leur victoire en finale de conférence NFC contre les Packers de Green Bay, 37 à 20, leur permet de se qualifier pour leur 7e Super Bowl, le premier depuis leur défaite, 31 à 34, à l'occasion du Super Bowl XLVII joué contre les Ravens de Baltimore au terme de la saison 2012.
Une des raisons principale du succès des 49ers est l'émergence du quarterback Jimmy Garoppolo. Garoppolo commence sa carrière NFL en 2014 comme remplaçant de Tom Brady chez les Patriots de la Nouvelle-Angleterre. Après deux saisons sans incident, Garoppolo obtient un temps de jeu important en 2016 à la suite d'une suspension de Brady et de plusieurs matchs menés avec une large différence de points. Il a ainsi pu montrer son potentiel obtenant une évaluation QB de 113,3 sur une période de six matchs. Après de telles performances, les 49ers décident de le transférer pour la saison 2017 en échange d'un choix de draft de deuxième tour. Il manque la plupart de la saison 2018 à la suite d'une blessure (déchirure du ligament croisé antérieur) mais se rétablit à temps et commence les seize matchs de la saison 2019 comme titulaire.
L'attaque de San Francisco se classe deuxième de la NFL au nombre de points inscrits (479) et quatrième au nombre de yards gagnés (6 979). Garoppolo réussit unité 69,1 % de ses passes ce qui le classe quatrième de la NFL, gagnant un total de 3 978 yards et inscrivant 27 touchdowns (5e de la NFL) pour seulement 13 interceptions. Son receveur favori est le tight-end Pro Bowler George Kittle (85 passes pour 1 053 yards et 5 touchdowns). Ses autres cibles préférées ont été le rookie Deebo Samuel (57 réceptions, 807 yards gagnés en réceptions, 159 yards gagnés à la course et 6 touchdowns) et le vétéran Emmanuel Sanders (36 réceptions, 502 yards, 3 touchdowns). Le jeu au sol des 49ers est dominé par le surprenant running back Raheem Mostert, joueur non drafté qui était passé par cinq équipes différentes lors de ses deux premières saisons NFL avant de se fixer à San Francisco en 2017. Bien qu'il n'ait pas été désigné comme titulaire lors des matchs de saison régulière en 2019, il est le meilleur coureur de l'équipe au sol, ayant gagné un total de 772 yards et inscrit 8 touchdowns à la course (moyenne de 5,6 yards par course). Il faut y ajouter 180 yards gagnés à la suite de 14 réceptions pour 2 touchdowns supplémentaires. les running backs Matt Breida (623 yards à la course et 19 réceptions) et Tevin Coleman (544 yards à la course, 21 réceptions, 180 yards en réception, 7 touchdowns) ont également eu un gros impact en attaque, tandis que le fullback Pro Bowler Kyle Juszczyk aura réceptionné 20 passes pour un gain cumulé de 239 yards. La ligne offensive des 49ers offensive est emmenée par le tacle vétéran (13e saison, 6e sélection au Pro Bowl) Joe Staley.
La défense des 49ers se classe 2e de la NFL au nopmbre de points concédés (4 509) et 1re au nombre de yards concédés par la passe (2 707). L'équipe possède une ligne défensive exceptionnelle avec DeForest Buckner (61 tackles, 7½ sacks, 4 fumbles recouverts), Arik Armstead (54 tackles, 10 sacks) et le Pro Bowler rookie Nick Bosa (47 tackles, 9 sacks, 2 fumble recouverts). Le corps des linebackers a été emmené par Dee Ford (6½ sacks) et Fred Warner (118 tacles, 3 sacks et 3 fumbles forcés). Le defensive back Richard Sherman (5e sélection pour le Pro Bowl) est le meilleur de son équipe au niveau des interceptions (3).
| Édition               | Date            | Lieu                               | Adversaire          | G/P    | Score  | Quarterback         | Entraîneur     |
| --------------------- | --------------- | ---------------------------------- | ------------------- | ------ | ------ | ------------------- | -------------- |
| NFL Championship 1949 | 4 décembre 1949 | Municipal Stadium, Cleveland, Ohio | Browns de Cleveland | P, 0-1 | 21 - 7 | Frankie Albert (en) | Buck Shaw (en) |

| Édition          | Date            | Lieu                                                    | Adversaire            | G/P    | Score   | Quarterback(s)   | Entraîneur     |
| ---------------- | --------------- | ------------------------------------------------------- | --------------------- | ------ | ------- | ---------------- | -------------- |
| Super Bowl XLVII | 3 février 2013  | Mercedes-Benz Superdome, La Nouvelle Orléans, Louisiane | Ravens de Baltimore   | P, 5-1 | 31 - 34 | Colin Kaepernick | Jim Harbaugh   |
| Super Bowl XXIX  | 29 janvier 1995 | Joe Robbie Stadium, Miami, Floride                      | Chargers de San Diego | G, 5-0 | 49 - 26 | Steve Young      | George Seifert |
| Super Bowl XXIV  | 28 janvier 1990 | Louisiana Superdome , La Nouvelle Orléans, Louisiane    | Broncos de Denver     | G, 4-0 | 55 - 10 | Joe Montana      | George Seifert |
| Super Bowl XXIII | 22 janvier 1989 | Joe Robbie Stadium, Miami, Floride                      | Bengals de Cincinnati | G, 3-0 | 20 - 16 | Joe Montana      | Bill Walsh     |
| Super Bowl XIX   | 20 janvier 1985 | Stanford Stadium, Stanford, Californie                  | Dolphins de Miami     | G, 2-0 | 38 - 16 | Joe Montana      | Bill Walsh     |
| Super Bowl XVI   | 24 janvier 1982 | Pontiac Silverdome, Pontiac, Michigan                   | Bengals de Cincinnati | G, 1-0 | 26 - 21 | Joe Montana      | Bill Walsh     |

## Les arbitres
Le Super Bowl LIV a été dirigé par sept officiels. Les nombres entre parenthèses indiquent le numéro de leur maillot
- Arbitre principal : Bill Vinovich (52)
- Umpire : Barry Anderson (20)
- Arbitre Down : Kent Payne (79)
- Arbitre Line : Carl Johnson (101)
- Arbitre Field : Michael Banks (72)
- Arbitre Side : Boris Cheek (41)
- Arbitre Back : Greg Steed (12)
- Arbitre Replay : Mike Chase
- Arbitre Replay : Marv LeBlanc
- Suppléants :
  - Arbitre principal : John Hussey (35)
  - Arbitre Umpire : Bryan Neale (11)
  - Arbitre Short wing : Tom Stephan (68)
  - Arbitre Deep wing : Jimmy Buchanan (86)
  - Arbitre Back : Greg Wilson (119)

## Déroulement du match

### Joueurs titulaires en début de match

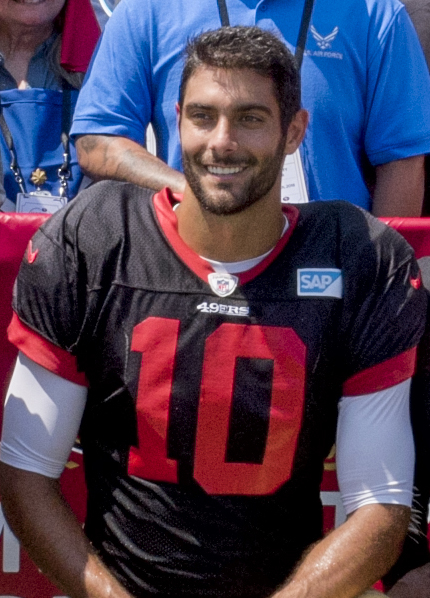
Jimmy Garoppolo, quarterback des 49ers.

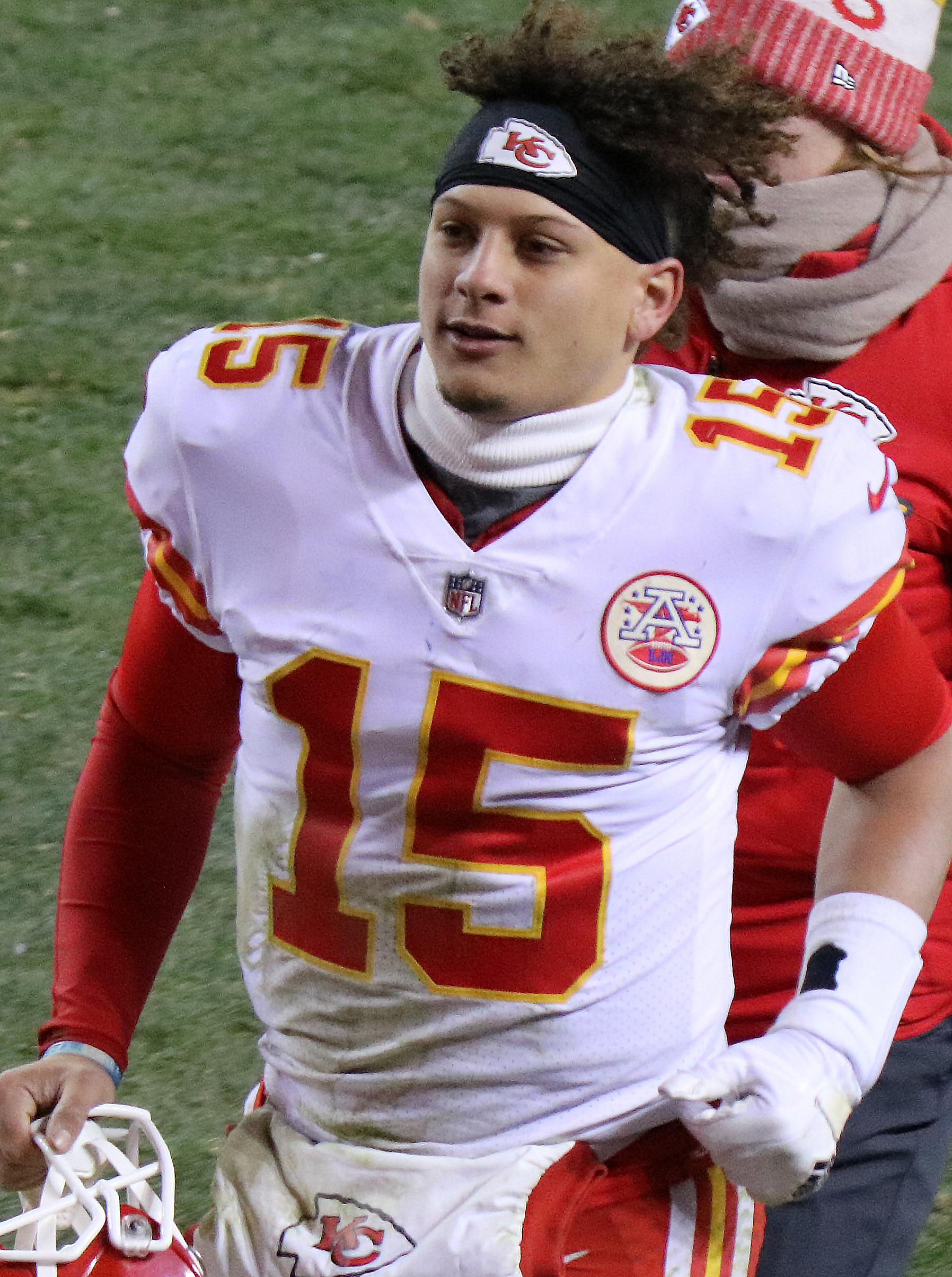
Patrick Mahomes, quarterback des Chiefs.

| San Francisco        | Postes | Postes | Kansas City             |
| -------------------- | ------ | ------ | ----------------------- |
| Deebo Samuel         | WR     | WR     | Tyreek Hill             |
| Joe Staley           | LT     | LT     | Eric Fisher             |
| Laken Tomlinson (en) | LG     | LG     | Stefen Wisniewski       |
| Ben Garland (en)     | C      | C      | Austin Reiter (en)      |
| Mike Person (en)     | RG     | RG     | Laurent Duvernay-Tardif |
| Mike McGlinchey      | RT     | RT     | Mitchell Schwartz       |
| George Kittle        | TE     | TE     | Travis Kelce            |
| Emmanuel Sanders     | WR     | WR     | Sammy Watkins           |
| Jimmy Garoppolo      | QB     | QB     | Patrick Mahomes         |
| Tevin Coleman        | RB     | RB     | Damien Williams         |
| Kyle Juszczyk        | FB     | WR     | Mecole Hardman          |

| San Francisco         | Postes | Postes | Kansas City           |
| --------------------- | ------ | ------ | --------------------- |
| Nick Bosa             | LDE    | LDE    | Tanoh Kpassagnon (en) |
| Sheldon Day (en)      | DT     | DT     | Chris Jones           |
| DeForest Buckner      | RDT    | RDT    | Derrick Nnadi (en)    |
| Arik Armstead         | RDE    | RDE    | Frank Clark           |
| Fred Warner           | MIKE   | LB     | Anthony Hitchens      |
| Dre Greenlaw (en)     | WILL   | LB     | Damien Wilson (en)    |
| Richard Sherman       | LCB    | LB     | Reggie Ragland (en)   |
| Emmanuel Moseley (en) | RCB    | LCB    | Charvarius Ward       |
| K'Waun Williams (en)  | NB     | RCB    | Bashaud Breeland (en) |
| Jimmie Ward           | FS     | FS     | Daniel Sorensen       |
| Jaquiski Tartt (en)   | SS     | SS     | Tyrann Mathieu        |

### Résumé

#### Première mi-temps
San Francisco remporte le tirage au sort et décide que Kansas City attaquera en premier. Après avoir contraint les Chiefs à faire un punt lors du premier drive de la partie, San Francisco gagne 57 yards en 10 jeux, dont une course de 32 yards du wide receiver Deebo Samuel. Le kicker Robbie Gould termine le drive en réussissant le field goal de 38 yards et les 49ers ouvrent le score 3–0. Kansas City répond par un drive de 75 yards en 15 jeux, le quarterback Patrick Mahomes y réussissant 6 passes pour un gain de 40 yards et le running back Damien Williams cinq courses pour un gain de 26 yards. Une action décisive se joue lorsque les Chiefs se retrouvent en 3e et 11 sur la ligne des 15 yards de San Francisco : Mahomes tente de gagner le 1er down, mais commet un fumble à la suite d'un choc avec le safety Jimmie Ward. Le ballon roule au sol, mais sort du terrain et les Chiefs se retrouvent en 4e et 1. Les Chiefs tentent et réussissent ce 4e down grâce à une course de 4 yards de Damien Williams. Sur l'action suivante, Mahomes inscrit le touchdown à la suite d'une course d'un yard permettant aux Chiefs de mener au score 7 à 3 à l'issue du premier quart-temps.
Lors du deuxième jeu du deuxième quart-temps, une grosse action de pass rush (en) force le quarterback des 49ers, Jimmy Garoppolo, à se débarrasser du ballon. Sous la pression, il lance une passe qui est interceptée par le defensive back Bashaud Breeland (en). Kansas City se retrouve en situation de 1er down sur leur ligne des 44 yards. Patrick Mahomes réussit de suite une passe de 28 yards réceptionnée par le receveur Sammy Watkins. Le drive de 43 yards se conclut par un field goal de 31 yards réussi par Harrison Butker, menant les Chiefs au score 10 à 3. San Francisco répond par un drive de 80 yards en sept jeux, dont cinq jeux à plus de 10 yards de gain. Lors du dernier jeu, Garoppolo lance le ballon vers son fullback Kyle Juszczyk, qui malgré la présence du safety Daniel Sorensen, évite le plaquage et plonge dans la zone d'en-but après un gain de 15 yards. Les deux séries suivantes se concluent sans que des points soient inscrits. La mi-temps est sifflée sur un score de parité, 10 à 10. C'est le quatrième Super Bowl où une égalité survient en fin de première mi-temps.

#### Seconde mi-temps
San Francisco reçoit le coup d'envoi en début de seconde mi-temps et effectue une série de 60 yards en neuf jeux dont une réception de 20 yards réussie par le receveur Emmanuel Sanders, une course de 14 yards de Samuel Deboo et une réception de 14 yards par Kyle Juszczyk. Robbie Gould termine cette série par un field goal de 42 yards qui donne l'avance aux 49ers 13 à 10. Une interception retournée sur trois yards du linebacker Fred Warner met fin au drive de Kansas City. Francisco débute alors sur leur ligne des 45 yards. Jimmy Garoppolo réussit de suite une passe de 16 yards vers Deboo. Deux jeux plus tard, à l'occasion d'une 3e et 8, il réussit une passe de 26 yards vers le receveur Kendrick Bourne (en). Il poursuit avec une passe de 10 yards vers Juszczyk et les Chiefs se retrouvent à un yard de la ligne d'en-but. Sur le jeu suivant, le running back Raheem Mostert inscrit le touchdown à la suite d'une course d'un yard permettant aux 49ers de mener 20-10 à deux minutes et 35 secondes de la fin du troisième quart-temps.
Kansas City récupère le ballon et se retrouve en 3e et 6 sur la ligne des 23 yards adverses. Lors du jeu suivant, Patrick Mahomes tente de joindre à la passe son receveur Tyreek Hill, mais la passe étant légèrement trop en retrait, Hill bien que touchant le ballon ne peut le réceptionner. Il dévie le ballon qui est intercepté par le cornerback Tarvarius Moore (en) qui le retourne sur sept yards. Les 49ers se retrouvent en possession du ballon sur leur ligne de 20 yards à 12 minutes et 15 secondes de la fin du match. La défense des Chiefs force cependant les 49ers à faire un punt lorsqu'il reste environ neuf minutes de jeu. Kansas City gagne alors 68 yards en 10 jeux, dont une passe de 44 yards réceptionnée par Hill lors d'une 3e et 15 réussie sur leur ligne des 35 yards. Deux jeux plus tard, le safety Tarvarius Moore (en) commet une interférence de passe alors qu'il tente de couvrir dans la ligne d'en-but le tight end Travis Kelce. Les Chiefs se retrouvent dès lors à un yard de la ligne d'en-but grâce à cette pénalité encourue par les 49ers. Le touchdown est de suite inscrit à la suite d'une passe réussie de Mahomes vers Kelce. San Francisco doit de nouveau faire un punt après seulement trois jeux dans la série suivante. Kansas City inscrit de nouveau des points lors du drive suivant rapidement mené, 65 yards en sept jeux, dont une passe de 38 yards réceptionnée par Sammy Watkins. Lors d'une 3e et goal tentée sur la ligne des cinq yards des 49ers, Mahomes lance le ballon vers Williams qui, à la course, parvient à le placer dans la ligne d'en-but juste avant qu'il ne sorte du terrain. Le touchdown est accordé et confirmé après une longue révision vidéo par les officiels. Kansas City mène alors 24 à 20.
Lors de la série suivante, San Francisco parvient sur la ligne des 49 yards adverses. Après trois passes manquées, Jimmy Garoppolo doit tenter le 4e down, mais il est victime d'un sack du defensive end Frank Clark qui fait perdre neuf yards aux 49ers. La quatrième tentative ayant échoué, Kansas City récupère la possession du ballon alors qu'il ne reste qu'une minute et 33 secondes de jeu. Damien Williams effectue ensuite deux courses successives, gagnant quatre yards lors de la première et inscrivant un touchdown de 38 yards lors de la seconde. Kansas City mène alors 31 à 20. Une interception par le defensive back Kendall Fuller sur l'action suivante scelle la victoire des Chiefs lesquels peuvent alors gérer l'horloge.

### Évolution du score
Le match s'est joué dans un stade fermé.
|        | Q1 | Q2 | Q3 | Q4 | Total |
| ------ | -- | -- | -- | -- | ----- |
| 49ers  | 3  | 7  | 10 | 0  | 20    |
| Chiefs | 7  | 3  | 0  | 21 | 31    |

| QT | Temps | Drive | Drive | Drive | Équipe | Description de l'action                                                                                                   | Score | Score  |
| -- | ----- | ----- | ----- | ----- | ------ | --- | ----- | ------ |
| QT | Temps | Jeux  | Yards | TDP   | Équipe | Description de l'action                                                                                                   | 49ers | Chiefs |
| 1  | 07:57 | 10    | 62    | 05:58 | 49ers  | Field goal de 38 yards par Robbie Gould                                                                                   | 03    | 0      |
| 1  | 00:31 | 15    | 75    | 07:26 | Chiefs | Touchdown de Patrick Mahomes, course de 1 yard (conversion d'un point par Harrison Butker)                                | 03    | 07     |
|    |       |       |       |       |        | |       |        |
| 2  | 09:32 | 09    | 43    | 04:36 | Chiefs | Field goal de 31 yards par Harisson Butker                                                                                | 03    | 10     |
| 2  | 05:05 | 07    | 80    | 04:27 | 49ers  | Touchdown de 15 yards par Kyle Juszczyk, passe de Jimmy Garoppolo (conversion d'un point par Robbie Gould)                | 10    | 10     |
|    |       |       |       |       |        | |       |        |
| 3  | 09:29 | 08    | 60    | 04:32 | 49ers  | Field goal de 42 yards par Robbie Gould                                                                                   | 13    | 10     |
| 3  | 02:35 | 05    | 54    | 02:02 | 49ers  | Touchdown de Raheem Mostert, course de 1 yard (conversion d'un point par Robbie Gould)                                    | 20    | 10     |
|    |       |       |       |       |        | |       |        |
| 4  | 06:11 | 09    | 67    | 02:30 | Chiefs | Touchdown de 1 yard par Travis Kelce, passe de Patrick Mahomes (conversion d'un point par Harrison Butker)                | 20    | 17     |
| 4  | 02:44 | 07    | 65    | 02:26 | Chiefs | Touchdown de 5 yards par Damien Williams, passe de Patrick Mahomes de 5 yards (conversion d'un point par Harrison Butker) | 20    | 24     |
| 4  | 01:12 | 02    | 42    | 00:13 | Chiefs | Touchdown de Damien Williams, course de 38 yards (conversion d'un point par Harrison Butker)                              | 20    | 31     |
|    |       |       |       |       |        | | 20    | 31     |

## Statistiques
| Nom             | Poste | Équipe                |
| --------------- | ----- | --------------------- |
| Patrick Mahomes | QB    | Chiefs de Kansas City |

| Statistiques                           | 49ers de San Francisco                                  | Chiefs de Kansas City                                   |
| -------------------------------------- | ------------------------------------------------------- | ------------------------------------------------------- |
| 1er down                               | 21                                                      | 26                                                      |
| 1er down à la course                   | 8                                                       | 12                                                      |
| 1er down à la passe                    | 13                                                      | 13                                                      |
| 1er down suite pénalité                | 0                                                       | 1                                                       |
| Conversion de 3e down                  | 3/8                                                     | 6/14                                                    |
| Conversion de 4e down                  | 0/1                                                     | 2/3                                                     |
| Jeux–yards                             | 54 jeux pour 351 yards                                  | 75 jeux pour 397 yards                                  |
| Yards à la course                      | 22 courses pour 141 yards (moyenne de 6,4 yards/course) | 29 courses pour 129 yards (moyenne de 4,4 yards/course) |
| Yards à la passe                       | 210                                                     | 268                                                     |
| Passes : Réussies-Tentées-Interceptées | 20/31 passes complétées, 2 interceptions                | 26/42 passes complétées, 2 interceptions                |
| Réussite en zone rouge/chances         | 2/2                                                     | 3/4                                                     |
| TD                                     | 2                                                       | 4                                                       |
| Field Goals                            | 2/2                                                     | 1/1                                                     |
| Sacks (Nombre-Yards)                   | 1 pour 9 yards adverses perdus                          | 4 pour 18 yards adverses perdus                         |
| Fumbles (Nombre/Perdus)                | 1/0                                                     | 3/0                                                     |
| Pénalités (Nombre/Yards perdus)        | 5 pour 45 yards perdus                                  | 4 pour 24 yards perdus                                  |
| Temps de possession                    | 26:43                                                   | 33:17                                                   |

| Quarterback          |            |      |      |       |        |
| Joueur               | Tent/Réus. | Yds  | TD   | Int.  | Év.    |
| Jimmy Garoppolo      | 20/31      | 219  | 1    | 2     | 69,2   |
| Coureurs             |            |      |      |       |        |
| Joueur               | Nbr.       | Yds  | TD   | Long. | Moy.   |
| Raheem Mostert       | 12         | 58   | 1    | 17    | 4,8    |
| Deebo Samuel         | 3          | 53   | 0    | 32    | 17,7   |
| Tevin Coleman        | 5          | 28   | 0    | 17    | 5,6    |
| Jimmy Garoppolo      | 2          | 2    | 0    | 3     | 1      |
| Receveurs            |            |      |      |       |        |
| Joueur               | Nbr.       | Yds  | TD   | Long. | Target |
| Kendrick Bourne (en) | 2          | 42   | 0    | 26    | 4      |
| Kyle Juszczyk        | 3          | 39   | 1    | 15    | 3      |
| Deebo Samuel         | 5          | 39   | 0    | 16    | 9      |
| Emmanuel Sanders     | 3          | 38   | 0    | 18    | 5      |
| George Kittle        | 4          | 36   | 0    | 12    | 7      |
| Jeff Wilson (en)     | 1          | 20   | 0    | 20    | 1      |
| Tevin Coleman        | 1          | 3    | 0    | 3     | 1      |
| Raheem Mostert       | 1          | 2    | 0    | 2     | 1      |
| Défenseurs           |            |      |      |       |        |
| Joueur               | Nbr. T     | Solo | Sack | TFL   | P.D.   |
| Jimmie Ward          | 11         | 8    | 0    | 0     | 0      |
| Fred Warner          | 7          | 5    | 0    | 1     | 1      |

| Quarterback           |            |      |      |       |        |
| Joueur                | Tent/Réus. | Yds  | TD   | Int.  | Év.    |
| Patrick Mahomes       | 26/42      | 286  | 2    | 2     | 78,1   |
| Coureurs              |            |      |      |       |        |
| Joueur                | Nbr.       | Yds  | TD   | Long. | Moy.   |
| Damien Williams       | 17         | 104  | 1    | 38    | 6,1    |
| Patrick Mahomes       | 9          | 29   | 1    | 13    | 3,2    |
| Travis Kelce          | 1          | 2    | 0    | 2     | 2      |
| Darwin Thompson (en)  | 1          | 0    | 0    | 0     | 0      |
| Mecole Hardman        | 1          | −6   | 0    | −6    | −6     |
| Receveurs             |            |      |      |       |        |
| Joueur                | Nbr.       | Yds  | TD   | Long. | Target |
| Tyreek Hill           | 9          | 105  | 0    | 44    | 16     |
| Sammy Watkins         | 5          | 98   | 0    | 38    | 6      |
| Travis Kelce          | 6          | 43   | 1    | 11    | 6      |
| Damien Williams       | 4          | 29   | 1    | 13    | 8      |
| Blake Bell (en)       | 1          | 9    | 0    | 9     | 1      |
| Mecole Hardman        | 1          | 2    | 0    | 2     | 1      |
| Darwin Thompson (en)  | 0          | 0    | 0    | 0     | 1      |
| Défenseurs            |            |      |      |       |        |
| Joueur                | Nbr. T     | Solo | Sack | TFL   | P.D.   |
| Bashaud Breeland (en) | 7          | 6    | 0    | 2     | 1      |
| Tyrann Mathieu        | 6          | 4    | 0    | 0     | 0      |